# Exit (Darin)
Exit è il sesto album in studio del cantautore svedese Darin, pubblicato nel 2013.

## Tracce
1. Playing with Fire – 3:25
2. Before I Pass Out (feat. Lil Jon) – 3:34
3. Surrender – 3:23
4. What It's Like – 4:29
5. F Your Love – 3:59
6. Check You Out – 3:21
7. Give Me Tonight – 3:33
8. Same Old Song – 4:11
9. That Love – 3:17
10. Nobody Knows – 3:36

## Classifiche
| Classifica | Posizione |
| ---------- | --------- |
| Svezia     | 1         |